# Niederkircher Straße 13, 15 (Deidesheim)
Das Anwesen Niederkircher Straße 13, 15 ist ein altes Winzergut in der pfälzischen Landstadt Deidesheim. Zu dem Bauensemble, das nach dem Denkmalschutzgesetz des Landes Rheinland-Pfalz als Kulturdenkmal eingestuft ist, gehören zwei Wohnhäuser sowie Wirtschaftsgebäude.

## Geschichte

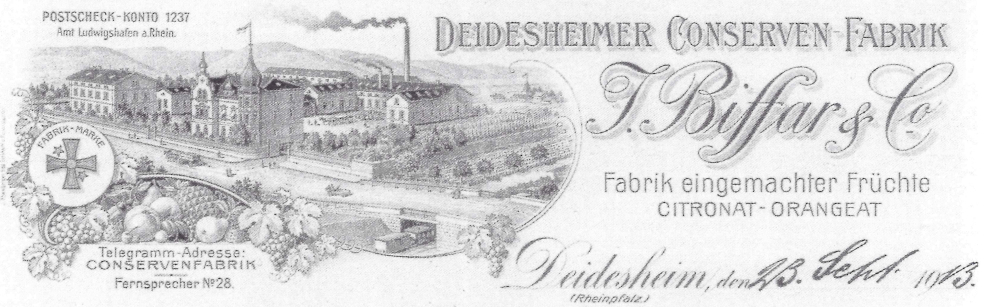
Briefkopf: Niederkircher Straße 13, 15 (1913)

Das Anwesen Niederkircher Straße 13, 15 gehörte früher der Familie Biffar, die das Weingut Josef Biffar und die J. Biffar & Co GmbH führte; das war zuletzt deutschlandweit der einzige Betrieb, der kandierte und schokolierte Früchte herstellte.
Das ältere der beiden Wohnhäuser, mit der Adresse Niederkircher Straße 13, ließ Adam Biffar 1879 errichten; die benachbarte Villa im Stil der Neorenaissance, Niederkircher Straße 15, wurde 1898/99 für Josef Biffar erbaut, den Namensgeber des Weinguts und des Früchtekonservierungsbetriebs. Die beiden stattlichen Wohnhäuser mit den Nebenbauten dokumentieren den großbürgerlichen Anspruch der Deidesheimer Weingutsbesitzer zum Ende des 19. Jahrhunderts. Auch das westlich gelegene Gebäude mit der Adresse Niederkircher Straße 11 aus dem Jahr 1838 gehörte einst zum Biffarschen Winzergut.
Das Weingut mit dem Wohnhaus sowie den Wirtschaftsgebäuden bei der Adresse Niederkircher Straße 13 wurde 2013 von der Familie Biffar-Hirschbil an die Winzerin Fumiko Tokuoka verkauft.
Die Villa mit der Adresse Niederkircher Straße 15 diente zuletzt als Wohnhaus für die Familie Biffar-Hirschbil, außerdem beherbergte sie die Geschäftsräume des Früchtekonservierungsbetriebs. Im Jahr 2016 musste die J. Biffar & Co GmbH wegen Preisdrucks den Betrieb einstellen. Die Eigentümerfamilie trennte sich daraufhin von der Immobilie. Dessen neuer Eigentümer ließ das Villa nach dem Erwerb aufwändig sanieren. Im Jahr 2023 stand die Villa erneut zum Verkauf.

## Baubestand

### Niederkircher Straße 13

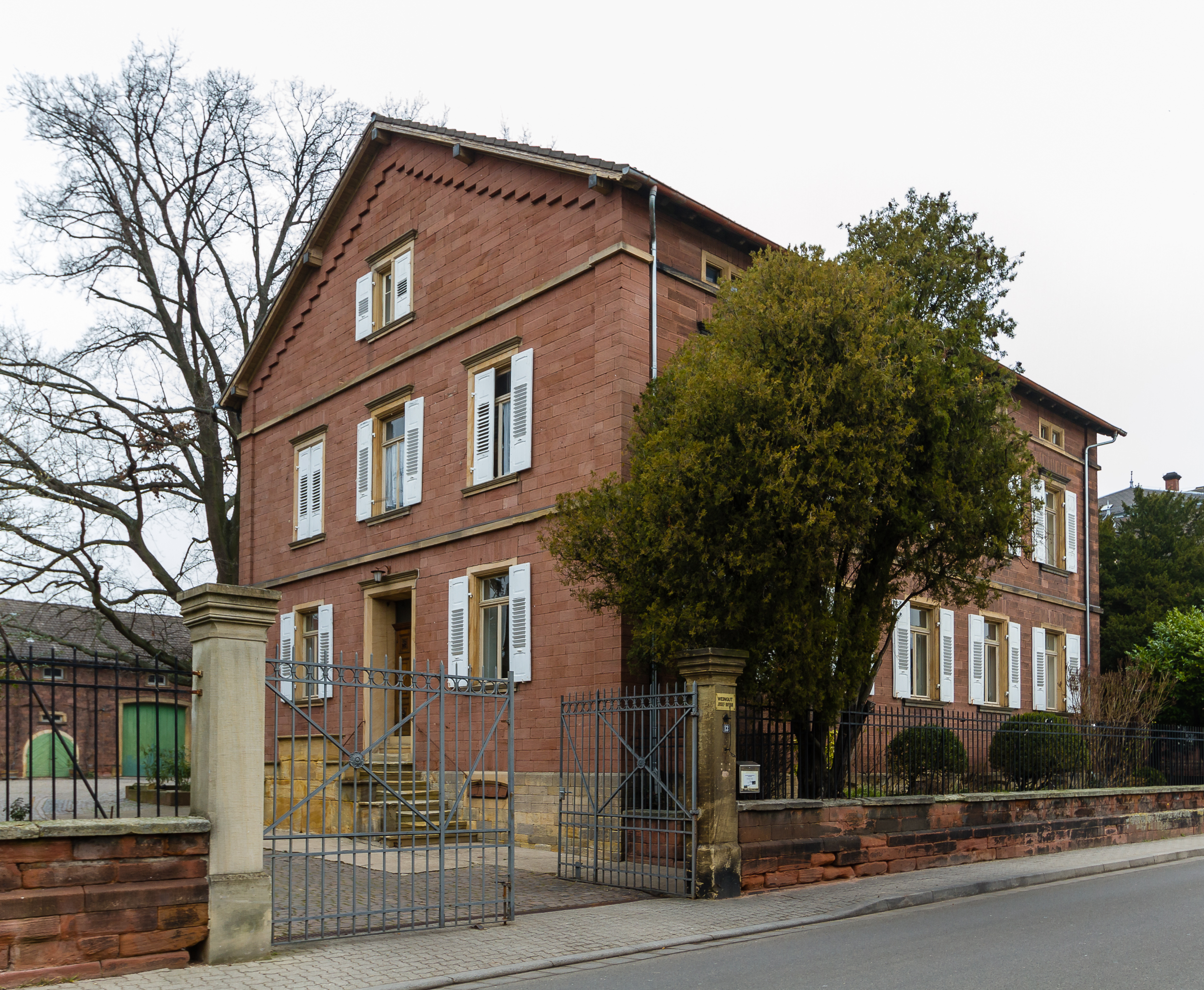
Niederkircher Straße 13

Es handelt sich um ein spätklassizistisches, zweigeschossiges Wohnhaus, das mit Rotsandsteinen gebaut wurde. Die Stuckdecken in seinem Innern stammen aus der Zeit, aus der das Gebäude errichtet wurde. Unter dem Haus befinden sich zwei parallel verlaufende, tonnengewölbte Keller. Den Innenhof schließen Wirtschaftsgebäude ab.

### Niederkircher Straße 15
In der Spitze des der Straße zugewandten Giebels ist das Monogramm des Bauherrn, Josef Biffar, eingelassen. Ein steiles Mansarddach ruht auf dem zweigeschossigen Gebäude mit einem unregelmäßigen Grundriss. In einer von der Straße einsehbaren Nische steht eine Figur des Heiligen Georg. Der Architekt der Villa war Wilhelm Schulte I. Eine Besonderheit ist das im Garten stehende Borkenhaus, dessen Grundform derjenigen eines Prostylos ähnelt.